# Pekingský člověk
Člověk pekingský nebo člověk vzpřímený pekingský, latinsky Homo erectus pekinensis nebo Homo pekinensis je poddruh člověka vzpřímeného (homo erectus).

## Rozsah pojmu
V užším smyslu taxon zahrnuje pouze nálezy z Čou-kchou-tienu, v širším smyslu i podobné (zejména relativně mladé) čínské nálezy.
Cameron a Groves (2004) taxon spolu s nejstaršími čínskými nálezy (kromě Homo erectus lantianensis) vyčleňují jako samostatný druh člověka (pod názvem Člověk pekingský – Homo pekinensis). Schwartz a Tattersall (2005) také navrhují samostatný druh, konkrétně může být podle nich definován dvěma způsoby: Homo pekinensis v širším smyslu (Homo soloensis / „skupina N / S / N“ – nálezy Ngawi, Sambungmacan a Ngandong) a v užším smyslu (nálezy Čou-kchou-tien a asi i Nanking). Další synonyma, kromě výše uvedených, jsou: Sinanthropus pekinensis, Pithecanthropus pekinensis, Pithecanthropus steinheimensis pekinensis, Praehomo asiaticus sinensis, Praehomo sinensis, Sinanthropus pekingensis, Pithecanthropus pekingensis, Pithecanthropus sinensis, Homo erectus sinensis.

## Nálezy z Čou-kchou-tienu
Vykopávky pod vedením Rakušana Otto Zdanského, které začaly v roce 1921 u vesnice Čou-kchou-tien, 50 kilometrů od Pekingu, vedly nejprve jen k nálezům několika zubů. Jeden nález zubu z roku 1927 (nálezcem byl Švéd Birgin Bolin) přiměl Kanaďana Davidsona Blacka zařadit ho (spolu s nálezy zubů z roku 1921 a 1923 z téže lokality) do nového druhu jménem Sinanthropus pekinensis. Black navrhl, aby byl objev přiznán i Zdanskému, ale ten bývá spíše opomíjen. Black se v témže roce 1927 ujal též vedení vykopávek. V roce 1928 se ve stejné lokalitě našly dvě lidské čelisti a fragmenty lebky a v roce 1929 Číňan Wen-čung Pej našel první lebku sinantropa. Do roku 1937 (nyní již pod vedením Němce Franze Weidenreicha) se v lokalitě našlo 14 lebek, 147 zubů, 7 částí stehenní kosti, dvě ramenní kosti, jedna klíční kost a jedna zápěstní kůstka. Weidenreich druh Sinanthropus pekinensis spojil s druhem Pithecanthropus erectus a podřadil ho druhu Homo erectus, ale zhruba do 70. let ještě někteří autoři stále klasifikovali čou-kchou-tienské nálezy jako Sinanthropus pekinensis či Pithecanthropus pekinensis.
V roce 1937 výzkumy zastavil vojenský postup Japonců. V roce 1941, během druhé světové války, se původní sbírka nálezů ztratila; spekuluje se, že je zakopaná někde v Číně, že se potopila při bombardování Pearl Harboru Japonci, nebo že je ukryta někde mimo Čínu. Skutečnost, že vykopávky byly zpracovány velmi pečlivě a Weidenreich je popsal velmi podrobně, tuto ztrátu nečiní tak ničivou. Výzkumy byly obnoveny v roce 1949. Menší nálezy se uskutečnily v letech 1951, 1955 a 1966. V roce 1979 byly výzkumy obnoveny znovu a dlouhodobě, ale nové nálezy kosterních pozůstatků hominidů jsou jen výjimečné a nacházejí se hlavně kamenné nástroje (do roku 1998 se jejich našlo 17 000).
Nálezy z Čou-kchou-tienu se dříve datovali 460 až 350 tisíc let před náš letopočet. Podle nového datování vrstev, z nichž nálezy pocházely, z roku 2009, jsou nejstarší nálezy staré 770 000 let, plus minus 80 000 let. Nejmladší jsou staré 400 000–500 000 let.
Někdy se k člověku vzpřímenému pekingskému přiřazují i zuby z nalezišť Paj-lung-tung v okrese Jün-si v provincii Chu-pej a Lung-ku-tung v okrese Jün-sien v téže provincii, datované přibližně do 500 000 let př. n. l. Mladší nálezy, jako ty z Che-sienu, Ťin-niou-šanu atd., připisované původně rovněž člověku pekingskému, patří podle novějších názorů zřejmě druhu Homo heidelbergensis.

### Charakteristika nálezů
Kosti jsou těžké, lebky se zdají pokročilejší než u jávského pitekantropa. Lebeční kapacita je průměrně 1050 centimetrů krychlových, kolísá mezi 850 a 1220 centimetry krychlovými. Čelisti vystupují dopředu, neexistuje bradový hrbol.
Původně se předpokládalo, že jeskyně byly obydlené nepřetržitě po celé období (tehdy datované na) 460 000–230 000 let př. n. l., ale později (ještě před změnou datování) se ukázalo, že šlo nejméně o tři samostatné časové jednotky osídlení.
Homo erectus z Čou-kchou-tienu je geologicky a vývojově mladší formou člověka vzpřímeného. Podle sedmi dochovaných fragmentů stehenních kostí se má za to, že byl menšího vzrůstu než jávský Homo erectus (pitekantropus). Dosahoval výšky 150–165 cm a chodil vzpřímeně. Vývojově stojí výše než poddruhy Homo erectus erectus i Homo erectus modjokertensis. Oproti jávskému člověku měl člověk pekingský více klenuté čelo a větší kapacitu lebky.
Člověk z Čou-kchou-tienu byl podle všeho lovcem a sběračem (v jeskyni se našly pecky z třešní), lovil jeleny, divoká prasata, koně, slony a nosorožce. Našli se ale i kosti lvů, šavlozubých tygrů a podobně. Tmavé, téměř černé, až šest metrů hluboké sedimenty v jeskyních sloužily celá desetiletí jako doklad o dlouhodobém využívání a udržování ohně. Jejich podrobnější rozbory v druhé polovině 80. let ukázaly, že mnohé z předpokládaných vrstev popela jsou pouze dekalcifikované usazeniny organických zbytků. Přítomnost ohniště a využívání ohně hominidy byly prokázány pouze v nejmladších vrstvách. Čou-kchou-tienské nálezy se tradičně pokládaly i za důkazy kanibalismu – a to zejména pro rozptýlení kostí a stopy po zářezech a zásecích. Novější názory však tvrdí, že chybění obličejových a bazálních částí lebek a stopy na jejich povrchu jsou důsledkem opakovaného zhroucení se stropu jeskyně a aktivity masožravců – zejména hyen jeskynních a dikobrazů.